# 라이아 코스타
라이아 코스타(Laia Costa, 1985년 2월 18일 ~ )는 스페인의 배우이다.

## 출연 작품
- 뉴니스 - 가비 역
- 블랙 스노우
- 피어싱
- 라이프 잇셀프
- 온리 유
- 덕 버터